# Liu Bei

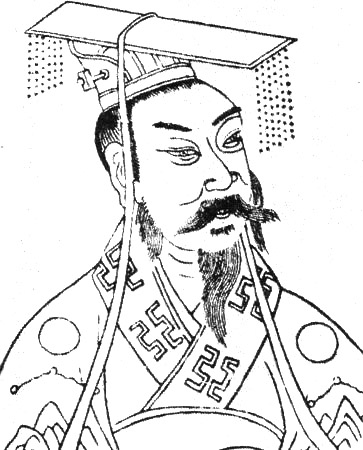
Porträtt av Liu Bei från Mingdynastin.

Liu Bei (kinesiska: förenklat  刘备, traditionellt 劉備; pinyin Liú Bèi),  hövlighetsnamn Xuándé(玄徳), född 162, död 223,var en kinesisk krigsherre, kejsare över och grundare till kungariket Shu Han under perioden De tre kungadömena.
Liu hävdade att han härstammade från en av Handynastins kejsare, men växte själv upp i fattigdom. Under upproret de gula turbanerna utmärkte han sig i strid och kom att stiga till generalsrang. Som general ockuperade han så småningom ett landområde runt Sichuan i centrala Kina och utropade sig 221 till kejsare över ett eget kungadöme. För att knyta an till den tidigare Handynastin - som mer eller mindre hade fallit sönder - kallade Liu även sitt nya kungadöme för Han. Senare kom prefixet shu (mindre) att läggas till namnet, varför Lius rike är känt som Shu Han. Under 1300-talet blev Liu Bei vida känd genom den historiska romanen Sagan om de tre kungarikena, i vilken han hyllas och romantiseras.
Efter att ha höjt sig från den offentliga klassen var han från början en oansenlig deltagare i det massiva inbördeskriget som ledde till kollapsen av Östra Handynastin. År 214 erövrade Liu Bei Yizhou (益州, det som idag är Sichuan och Chongqing) med hjälp av sin strategiker Zhuge Liangs hjälp, och inrättade till sist grunden för sitt nya rike. År 221 utnämnde Liu Bei sig själv till kejsare över sitt rike i ett försök att bygga vidare på Handynastins ättlinje. Han avlöstes av Liu Shan, som slutligen överlämnade sig till Konungadömet Wei år 263.
Under 1300-talet porträtterades Liu Bei i den historiska romanen Sagan om de tre kungarikena, av Luo Guanzhong, som en rättrådig och karismatisk man som reste sig från en ringa halmvävare till kejsare. Hans många erfarenheter dramatiserades eller överdrevs av författaren för att förespråka konfucianismens stadgar om moraliska värden, så som lojalitet och barmhärtighet. Emellertid är det Liu Beis karaktär i romanen som har blivit mer allmänt känd i folktro, opera och andra konstformer.

## Liv

### Början av livet
Liu Bei föddes i den tidens Zhuo (涿, det som idag är Zhuozhou, Hebei). Han härstammade från Liú Sheng, en av Kejsare Jings söner. Emellertid var Liu Bei inte längre nära släkt med Handynastins regerande familj. Han förlorade sin fader när han fortfarande var ett barn och sålde tillsammans, med sin moder, skor och vävda halmmattor för att kunna försörja sig. Vid fjorton års ålder skickades Liu Bei för att studera hos Lu Zhi, en vetenskapsman och guvernör över Jiujiang. Där mötte han och bekantade sig med Gongsun Zan, som också var Lu Zhis elev och sedan blev krigsherre i norra Kina.

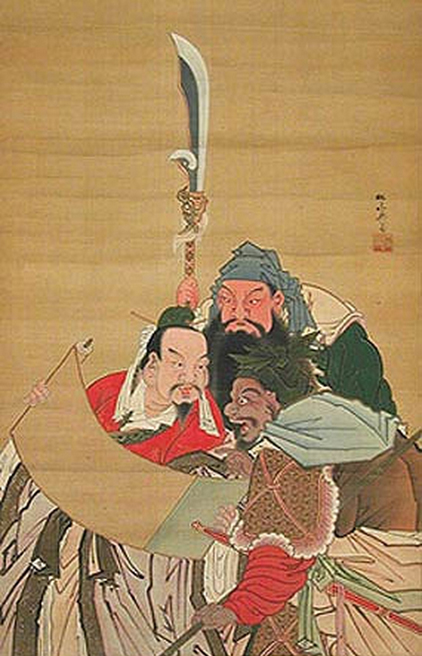
Liu Bei (vänster) med sina svurna bröder Guan Yu (överst) och Zhang Fei (höger). Illustration ur en upplaga av Sagan om de tre kungarikena.

Tonåringen Liu Bei var inte så entusiastisk vad det gällde studier, men när det gällde jakt, musik och genomtänkt klädsel. Hans samtida studerande tyckte mycket om Liu Bei eftersom han var fåordig och hans uppförande var lugnt. Två hästhandlare blev så imponerade av honom att de gav honom en stor summa pengar, med vilka Liu Bei samlade en skara anhängare, inkluderat Guan Yu(関羽) och Zhang Fei(張飛), som senare nästan blev hans svurna bröder och de två mest framträdande generalerna i Konungadömet Shu(蜀).

### Inbördeskrigets begynnelse
År 184 bröt Gula turbanernas uppror ut. Liu Bei och hans anhängare anslöt sig till den regionala statens styrka och vann flera segrar mot rebellerna. År 192, efter att ha lidit ett nederlag, reste Liu Bei norrut för att finna en position under Gongsun Zan, som placerade honom tillsammans med den rivaliserande krigsherren Yuan Shao. Liu Bei blev guvernör över Pingyuan (平原) för sin alla militära succéer.
År 194, då Cao Cao påbörjade en kampanj mot Tao Qian (陶謙), guvernör över Xuzhou (徐州, det som idag är norra Jiangsu), reste Liu Bei för att bistå den sistnämnde. Innan en större konfrontation hann ske tvingades Cao Cao dock till reträtt till sitt eget högkvarter i Yanzhou (兗州, det som idag är västra Shandong) då Lü Bu hade ockuperat mycket av den regionen med hjälp av flera avhoppare. Emellertid återvände Liu Bei inte till Gongsun Zan utan stannade i Xuzhou, där Tao Qian gav honom styre över 4000 soldater. Då Tao Qian dog i en sjukdom en kort tid efteråt lät han Liu Bei, hellre än sin egen son, bli guvernör över Xuzhou.
Å andra sidan var Lü Bu besegrad för stunden och, med tanken på att han gjort Xuzhou en tjänst med att tvinga Cao Cao till reträtt, begav han sig mot Xiapi för att söka skydd under Liu Bei. Medan Liu Bei ock var borta och försvarade sitt territorium mot Yuan Shu tog Lü Bu över Xiapi, tillfångatog Liu Beis familj och uppgav sig själv som guvernör över Xuzhou. Medan Liu Bei återvände skicka ut trupper för att skydda Xiaopei (小沛, det som idag är Grevskapet Pei, Jiangsu) och försonade sig med Lü Bu, varpå hans familj kom tillbaka. Men Lü Bu blev rädd för Liu Bei då den sistnänmdes styrkor växte. Slutligen, år 198, attackerade han Liu Bei i Xiaopei. Den besegrade Liu Bei sökte hjälp från Cao Cao, som personligen ledde en armé in i Xuzhou och besegrade Lü Bu för gott. Liu Bei följde då Cao Cao tillbaka till den nya huvudstaden Xuchang.
Vid den tidpunkten skrev Kejsare Xian, som hade hållits under Cao Caos makt, i helighet en kungörelse med order om att likvidera Cao Cao. Kejsaren gav sedan kungörelsen till sin farbror, Dong Cheng, general över triumfvagnar och kavalleriet. Dong Cheng började då konspirera om lönnmord med Liu Bei och några andra kollegor. Innan man kunde börja skickades Liu Bei dock tillsammans med Zhu Ling (朱靈) för att genskjuta Yuan Shu, som reste norrut till förlika sig med sin kusin (eller halvbroder beroende på källor) Yuan Shao. Liu Bei tog chansen att döda Che Wei (車冑), guvernör över Xuzhou, och återta regionen. År 200 läckte Dong Chengs sammansvärjning ut och konspiratorn blev avrättad direkt.
Under samma år, efter att en inledande attack ledd av Liu Dai (劉岱) och Wang Zhong (王忠) misslyckats, ledde Cao Cao personligen en attack mot Liu Bei och besegrade den sistnämnde. Han tillfångatog även Liu Beis familj och högra hand, Guan Yu. Liu Bei flydde norrut till Yuan Shao, som vid den tiden samlade ihop i stora mängder soldater vid den norra stranden Gula floden (Huang he) och var redo för en stor konfrontation med Cao Cao. Efter att ha sett att Yuan Shao led flera bakslag var Liu Bei ovillig att stanna. Han övertalade Yuan Shao att låta honom leda en styrka söderut för att inleda ett förbund med Liu Biao, guvernör över Jingzhou (荆州, det som idag är Hubei och Hunan). Emellertid drevs Yuan Shao på flykten vid slaget om Guandu. Liu Bei bytte då lojalitet och sökte en position under Liu Biao.

### Avgörande seger i Jingzhou
Jingzhou var en rik region full av begåvade män. Många av dem, inkluderat den store taktikern Zhuge Liang (諸葛亮), kom till Liu Bei under den tiden. Liu Biao blev snart rädd för Liu Bei och skickade honom till Bowang (博望) för att försvara det mot Cao Caos styrkor. År 205 ledde Cao Cao dem långt upp i norr mot den lilla Wuhuanstammen. 
Liu Bei drev på Liu Biao att ta chansen att attackera Xuchang, men den villrådige Liu Biao dröjde och förlorade initiativet. Nästa år återvände Cao Cao i seger och påbörjade en stor kampanj söderut för att inta Jingzhou. Vid den tidpunkten dog Liu Biao i en sjukdom och lämnade sitt arv till sin yngste son Liu Cong (劉琮), som prompt kapitulerade. Liu Bei, som ledde en väldig mängd ofrälse, vandrade då mödosamt söderut för att förena sig med Liu Biaos äldste son Liu Qi (劉琦) i Jiangling.
Cao Cao, som var rädd att det rymliga förrådet av militär utrustning i Jiangling, lämnade efter sig skrymmande förråd och tvingade sin armé att marschera fortare i ett försök att hinna upp Liu Bei. Vid Xiangyang fick Cao Cao veta att Liu Bei redan hade passerat. Med 5000 elitryttare skyndade Cao Cao på sin förföljelse och hann upp Liu Bei vid Changban (長阪, nordöst om det som idag är Grevskapet Dangyang, Hubei). Fastän många av hans trupper och allt bagage erövrades lyckades Liu Bei fly till Jiangxia (江夏, det som idag är Wuchang, Wuhan, Hubei), där han mötte Liu Qi.
Liu Bei skickade sedan Zhuge Liang som ett sändebud till Sun Quan, en mäktig krigsherre som ockuperade sydöstra Kina, för att söka göra en allians. Sun Quan grupperade Zhou Yu, Cheng Pu och en stor flotta för att bistå Liu Bei. Han gifte till och med bort sin yngre syster till Liu Bei för att förstärka alliansen. Emellertid var giftermålet menat att vara ett trick för att lura Liu Bei, ta sig in på hans områden och sedan mörda honom i hemlighet. Zhuge Liang insåg tricket, och i stället för att övertala Liu Bei att inte resa, gav han honom rådet att fortsätta till sydöstra Kina för att gifta sig med Sun Quans syster. När Sun Quans lilla kontingent av soldater förberedde sig för att döda Liu Bei, lät Liu Bei sina män spela höga bröllopsmelodier, vilket bidrog till att de omgivande byborna kom ut ur sina hus för att se på de anländande. Följaktligen kunde Sun Quan inte låta döda Liu Bei i hemlighet och gav upp planen.
Under vintern 208 sammandrabbade Cao Caos styrkor med alliansens vid Yangtzefloden väst om Wuchang. Konflikten, känd som slaget vid Röda klipporna, slutade med alliansens fullständiga seger. Cao Cao, vars armé dessutom var plågades av en farsot, hade inget annat val än att kapitulera. Liu Qi dog snart i en sjukdom och Liu Bei tog över kontrollen över södra Jingzhou.

### Intåg i Yizhou
År 211 hörde Liu Zhang, guvernör över Yizhou (益州, det som idag är Sichuan och Chongqing), att Cao Cao planerade en attack mot Zhang Lu i Hanzhong. Då Hanzhong skaffade sig ett utmärkt avstamp för vidare räder in i Yizhou, ville Liu Zhang inleda en allians med Liu Bei och få den sistnämnde att erövra Hanzhong innan Cao Cao gjorde det. Liu Bei accepterade erbjudandet och lämnade Guan Yu och Zhuge Liang bakom sig för att låta dem försvara Jingzhou. Han ledde en styrka västerut mot Jiameng (葭萌, sydväst om dagens Guangyuan, Sichuan). Liu Bei attackerade inte Hanzhong på en gång eftersom hans framtida motiv var att ta över Yizhou, utan började i stället att bygga ett privat nätverk i regionen.
Nästa år tog Liu Bei mot en bekymrad vädjan från Sun Quan, som attackerades av Cao Cao. Liu Bei begärde då 10 000 soldater och kapital från Liu Zhang för att kunna beakta vädjan, men den senare beviljade honom enbart 4 000 soldater och hälften av kapitalet han frågat efter. Medan Liu Bei var tillbaka i Jingzhou, upptäckte Liu Zhang att hans rådgivare Zhang Song (張松) hade haft en hemlig brevväxling med Liu Bei. Liu Zhang, som slutligen blivit rädd för Liu Beis motiv, beordrade att Liu Bei skulle vägras inträde genom alla passager som ledde till hjärtat av Yizhou.
Detta gjorde Liu Bei rosenrasande, och han startade då en tvåårig kampanj mot Liu Zhang, och år 214 hade han besegrat denne. Sun Quan begärde då att få tillbaka Jingzhou (det finns inga dokument om något avtal att återgälda det) då han hört att Liu Bei hade tagit Yizhou, men den sistnämnde vägrade. Sun Quan skickade då Lü Meng för att besegra över officerarna i Changsha, Lingling (零陵, dagens Yongzhou, Hunan) och Guiyang (桂陽) år 215. Under tiden hade Cao Cao erövrat Hanzhong. Liu Bei hade inget annat val än att sluta en pakt med Sun Quan för att dela södra Jingzhou i en västlig och en östlig halva för att delas emellan dem.

### Konungadömet Shu
Hädanefter började Liu Bei en lång och tråkig kampanj för att ta över Hanzhong. Men det dröjde ända till år 219 innan han lyckades. Liu Bei förklarade då sig själv som Konung av Hanzhong. Trots det hade han fortfarande sitt högkvarter i Chengdu, och han lämnade Wei Yan att vakta staden mot Cao Caos styrkor. Samma år tog Sun Quans styrkor ledda av Lü Meng Guan Yu till fånga. Den sistnämnde blev genast avrättad, och Sun Quan erövrade Jingzhou. Ett år senare dog Cao Cao och hans efterträdare Cao Pi tvingade Kejsare Xian att abdikera. Cao Pi förklarade sig sedan som kejsare av Konungadömet Wei. Liu Bei förklarade även sig själv till kejsare av Konungadömet Shu, efter att ha hört rykten om att Kejsare Xian blivit mördad, som för att fortsätta Handynastins anor.
År 221 gjorde Liu Bei Liu Shan till tronarvinge. Under hösten ledde han personligen en styrka mot Sun Quan. Efter inledande segrar besegrades Liu Bei slutligen av Lu Xun vid Xiaoting (猇亭, norr om dagens Yidu, Hubei) i slaget om Yiling år 222. Under vintern försonades de två avdelningarna. Liu Bei återvände till Baidicheng och dog av komplikationer i dysenteri där våren 223. Hans kropp togs tillbaka till Chengdu och begravdes i Huiling (惠陵, den södra förorten av dagens Chengdu) fyra månader senare. Han gavs den postuma titeln Zhaolie (昭烈), med betydelsen bokstavligt talat skenbar hederlighet. Liu Shan, som efterträdde honom, överlämnade sig slutligen till Konungadömet Wei år 263.

## Stora slag

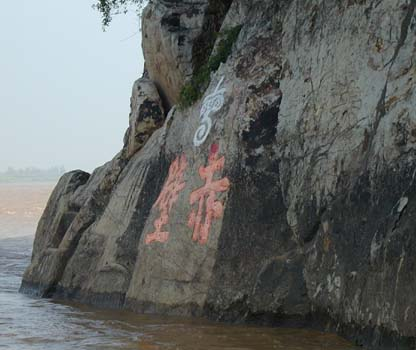
Orden "Röda klipporna" karvade i Chibi-bergets klippor, nordost om Grevskapet Puqi, Hubei, antaget vara platsen för slaget vid Röda klipporna.

### Slaget vid Röda klipporna
Huvudartikel: Slaget om Chibi
Slaget vid Röda klipporna var ett klassiskt slag där de väldigt underlägsna vänt detta till seger. Vintern 208 bildade Liu Bei och Sun Quan sin första koalition mot Cao Caos sydliga expansion. De två sidorna råkade i konflikt vid Röda klipporna (nordväst om dagens Puqis grevskap, Hubei). Cao Cao ståtade enligt Sagan om de tre kungarikena med 830 000 män (historiker tror att det riktiga antalet låg runt 220 000 stycken), medan alliansen som mest hade 50 000 män.
Emellertid var Cao Caos män, i alla fall de norrifrån, dåligt anpassade för det sydliga klimatet och krigföring till havs, och därmed började slaget med ett stort övertag. Vidare bröt en epidemi ut och underminerade styrkan hos Cao Caos armé. Eldtaktiken som användes av Huang Gai och Zhou Yu, chefsmilitära rådgivare till Liu Bei och Sun Quan, fungerade också effektivt mot Cao Caos fartyg, vilka var sammanbundna och därmed kunde elden spridas snabbt. En majoritet av Cao Caos trupper antingen brändes till döds eller drunknade. De som försökte retirera till den närliggande stranden överfölls i ett bakhåll och tillintetgjordes av fienden. Cao Cao själv kom knappt undan sammandrabbningen.

### Slaget om Yiling
Huvudartikel: Slaget om Yiling
Slaget om Yiling utkämpades sommaren 222 mellan Liu Beis och Sun Quans styrkor. Hösten det föregående året ledde Liu Bei personligen en stor styrka österut för att hämnas Guan Yu, som blivit tillfångatagen och avrättats av Sun Quan år 219. En förfrågan om fred från Sun Quans håll avslogs. Efter att Liu Bei haft inledande segrar, Lu Xun,  överbefälhavare över Wus styrkor, beordrade reträtt till Yiling (dagens Yichang, Hubei). Där höll han ställningarna och avböjde att anfalla de invaderande.
Då sommaren kom var Liu Beis trupper uttröttade och varma, och moralen var låg. Liu Bei tvingades att slå läger vid skogen för att få skydd mot solen. Men Lu Xun beordrade då en motattack. Han satte lätt hela Liu Beis läger i brand och tvingade armén att retirera västerut till Ma'an-berget (馬鞍山, nordväst om Yiling, skall inte förväxlas med Ma'anshan, Anhui). Lu Xuns styrkor belägrade sedan berget. Liu Bei lyckades, då de flesta av hans trupper befann sig i upplösning, fly i skydd av natten till Baidicheng och dog ett år senare.

## Liu Bei iSagan om de tre kungarikena

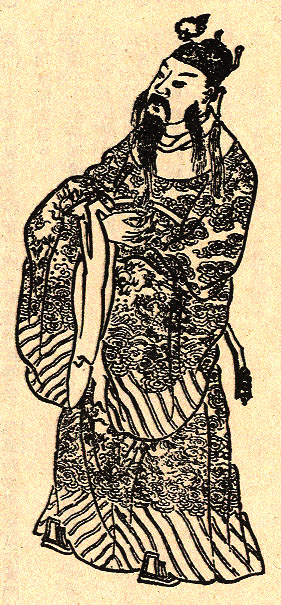
Porträtt av Liu Bei från en upplaga av Sagan om de tre kungarikena under Qingdynastin.

Sagan om de tre kungarikena är en historisk roman från 1300-talet baserad på händelserna som ägde rum före och under perioden av De tre kungadömena. Romanen skrevs av Luo Guanzhong mer än ett årtusende efter perioden, och har införlivat mycket populär folktro och opera om personen Liu Bei. Han porträtteras som en barmhärtig och rättfärdig ledare som byggde sitt konungadöme med konfucianistiska värden. Detta går i linje med den tidens historiska bakgrund då romanen skrevs. Dessutom bekräftar författaren behörigheten av Liu Beis anspråk på tronen, då han var släkt, men dock på håll, med den härskande familjen under Handynastin. En berömd och anmärkningsvärd historia som involverar Liu Bei från romanen är:

### Svuren brödraskap i de blommande persikoträdens trädgård
En av de mest kända historierna från romanen som man kan finna i det första kapitlet. Där talas det om Liu Bei, Guan Yu och Zhang Fei som, efter att ha mött varandra som av ett tillfälle i landet Zhuo år 188, fann att de alla tre delade samma begäran att tjäna samma land i dessa tider av omlopp. De svor att bli bröder nästa dag på Zhang Feis bakgård, som var en trädgård full av persikoträd i blom. Liu Bei rankades som den äldste, Guan Yu den andre och Zhang Fei den yngste. Efter detta rekryterade de mer än 300 lokala män och deltog i motståndet mot Gula turbanernas rebeller.
På riktigt svor inte de tre att bli bröder. Krönika över de tre kungadömena säger att männen ofta delade varandras sängar och behandlade varandra som bröder (sålunda uppstår frågor om deras sexualitet - fastän det skulle ha antecknats i den uråldriga kinesiska kulturen, var det inte ovanligt att goda vänner delade säng utan sexuella orsaker och de som förekommer om Liu Bei är troligen spekulationer utan grund). Guan Yu var dessutom ett år äldre än Liu Bei, inte yngre.
Den blommande persikoträdens ed inspirerade dagens ordenssällskap i kinesiska samhällen, så som Triaden, för att använda samma ritual då nya medlemmar skall svära en ed. "Fastän ej född samma dag samma månad samma år hoppas vi dö så" — frasen de tre bröderna sade under eden — har också blivit populär hos dagens ordenssällskaps medlemmar.

## Allmän dyrkan av Liu Bei
Liu Bei är även dyrkad som beskyddaren av skomakare i Chengdu, vilken även är känd som "Skornas stad" då mer än 80 miljoner par skor för totalt 5 miljarder CNY årligen saluförs. Det sades att år 1845, under Kejsare Daoguangs regeringstid, sponsrade skomakarnas gille i Chengdu, vilka kallade sig själva för Liu Beis lärjunge, Sanyi-templet (三義廟) för att ära Liu Bei. Efter att ha flyttats om flera gånger kan man nu finna templet i Wuhou-distriktet. Sedan Fastlandskina förlorade kontrollen över religiösa vanor de senaste åren har dyrkan av Liu Bei återigen blivit populärt bland Chengdus skomakare. Den 1 juli 2005 genomfördes en stor procession framför Sanyi-templet för att fira minnet av Liu Bei - det första evenemanget av detta slag sedan grundandet av Folkrepubliken Kina.

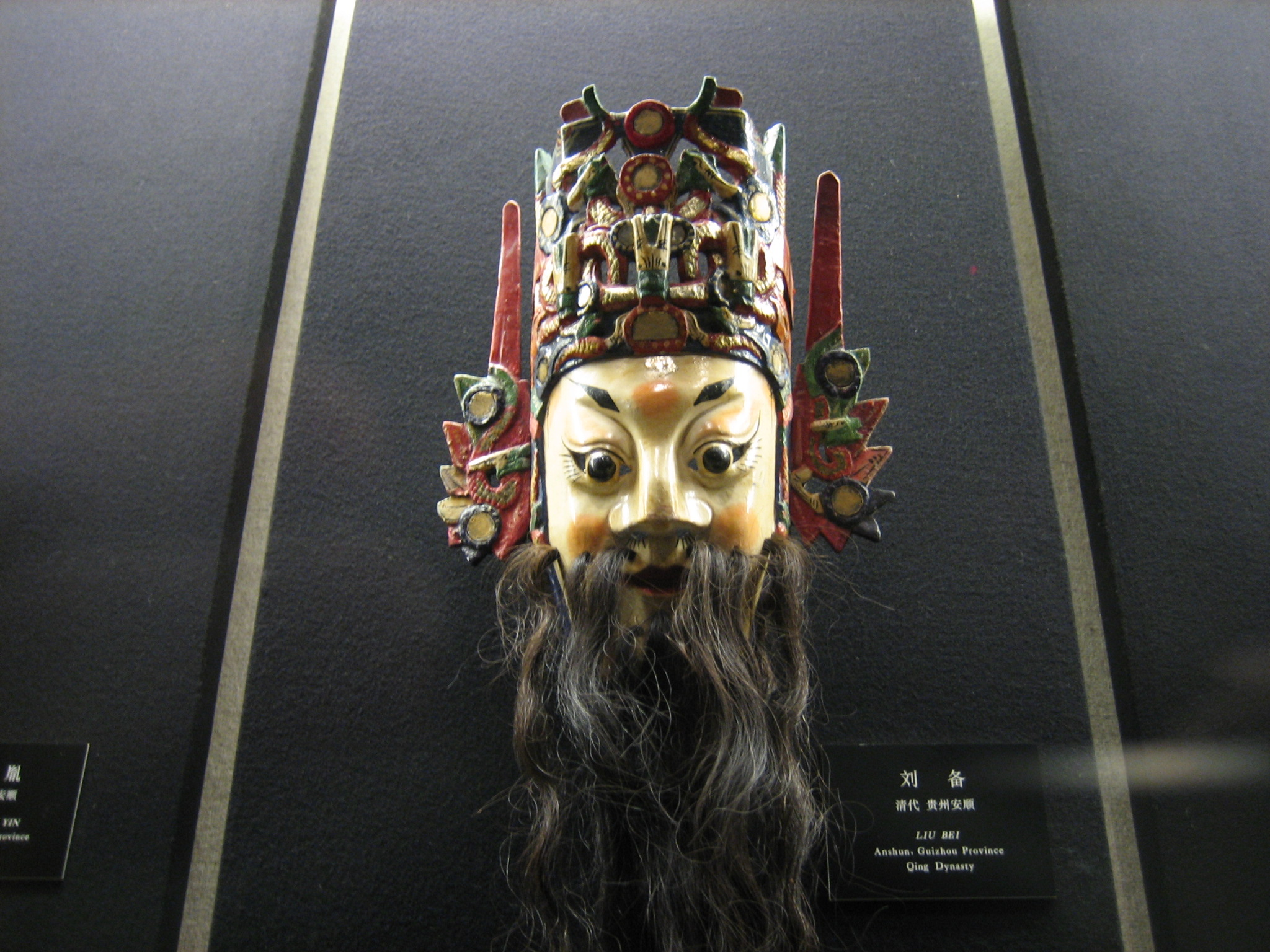
Mask föreställande Liu Bei.

En kommentar från Yangtse Evening News (扬子晚报) kritiserade sådana vanor som enbart var i syfte att tjäna pengar på Liu Beis ryktbarhet. Den förordade att fastän Liu Bei sålde halmvävda skor och mattor för sin överlevnad när han var ung var han knappast skons uppfinnare. Enligt legenderna var det Yu Ze (于则) som gjorde de första paren av skor av trä under tiden för Den gule kejsaren. Emellertid dämpade kritiken ingalunda de entusiastiska ägarna av skoindustrins beslut att resa en staty över Liu Bei i West China Shoes Centre Industrial Zone, vilken fortfarande håller på att konstrueras i Wuhou-distriktet i augusti 2005.

## Modernt porträtt

### Teve- och datorspel
Liu Bei uppträder som en spelbar karaktär i den populära spelserien Dynasty Warriors av Koei, i vilken hans vapen är ett svärd (i romanen lät han en smed göra två svärd). Hans mönster att röra sig består av snabba hugg såväl som stöt- och luftattacker. Under de flesta av slagen i det så kallade "Musou Mode" (en serie av banor med slag i den följd den utvalde karaktären deltog i) kämpar han sida vid sidan med sina svurna bröder Guan Yu och Zhang Fei. Liú Beis arvinge Liu Shan dyker också upp i form av en icke-spelbar karaktär i spelet.
Liu Bèi figurerar även i ett annat spel av Koei, Romance of the Three Kingdoms (på svenska Sagan om de tre kungarikena). Spelets handling följer mer troget den historiska romanen med samma namn jämfört med Dynasty Warriors, däri Liu Bei höjer sig från en bedräglig ledare till en enväldig härskare. Spelarens handlande kan emellertid påverka händelseförloppet, vilket då kan bli en väldig avvikelse från den ursprungliga handlingen.
Liu Bei är också huvudperson i Destiny of an Emperor, ett rollspel till Nintendokonsolen. Spelet följer löst handlingen i den historiska romanen. Det släpptes 1989 i USA av Capcom.

## Personlig information
- Fader
  - Liu Hong (劉弘), härstammar från Liu Sheng (劉勝), Prins Jing av Zhongshan, son till kejsare Han Jingdi
- Fruar
  - Dam Mi
  - Dam Sun (孫尚香 Sun Shangxiang), dotter till Sun Jian och syster till Sun Ce och Sun Quan (gift 209, skild 211)
  - Kejsarinna Zhaolie (吳皇后) (utnämnd 221, d. 245)
- Större konkubinat
  - Dam Gan (甘, personligt namn okänt), moder till Liu Shan, avled någon gång innan 210, blev senare postumt hedrad som Kejsarinna Zhaolie
- Barn
  - Liu Shan (劉禪), Kronprins, senare kejsare
  - Liu Yong (劉永), först Prins av Lu (utnämnd 221), senare Prins av Ganling (utnämnd 230)
  - Liu Li (劉理), först Prins av Liang (utnämnd 221), senare Prins Dao av Anping (utnämnd 230, d. 244)
  - Två döttrar som tog till fånga av Cao Chun i slaget vid Changban.
- Adopterade barn
  - Liu Feng (劉封) (tvingad till självmord 220)